# الأثلة (جازان)
الأثلة قرية سعودية   تقع بمحافظة صبيا بمنطقة جازان على ضفاف وادي بيش من جهة الغرب، سميت بهذا الاسم نسبة إلى شجر الأثل الذي ينمو فيها، وهي أقدم القرى تاريخيا، حسب ما ذكر في كتب التاريخ. موقعها الجغرافي أعطاها ميزة عن باقي القرى، وخصوبة أرضها الصالحة للزراعة، وكذلك مرور طريق المنسكي بها الذي يخدم الحجاج من اليمن إلى مكة. عمل بها القاضي أحمد بن أبي بكر المقص المتوفى سنة 1035هـ قاضياً فترة من الزمن ثم انتقل عمله إلى محايل عسير.   

## نبذة
تقع إلى الشمال الشرقي لمركز قوز الجعافرة التابع لمحافظة صبيا، وتبعد حوالي 12 كلم من المركز وحوالي 20 كلم من محافظة صبيا ويسكنها حوالي 3500 نسمة. وهي عبارة عن أربع قرى صغيرة هي (قرية العادة وهي أول موقع للقرية قبل تدميرها من السيول ثم سميت بهذا الاسم بعد العودة لها - قرية العواضية - قرية السلامة - قرية قلبية). القرية بها مدرسة ابتدائية ومتوسطة للبنين ومثلها للبنات، وكان بها أول مدرسة لتحفيظ القرآن قبل مدارس القرعاوي.